# Goudy Old Style

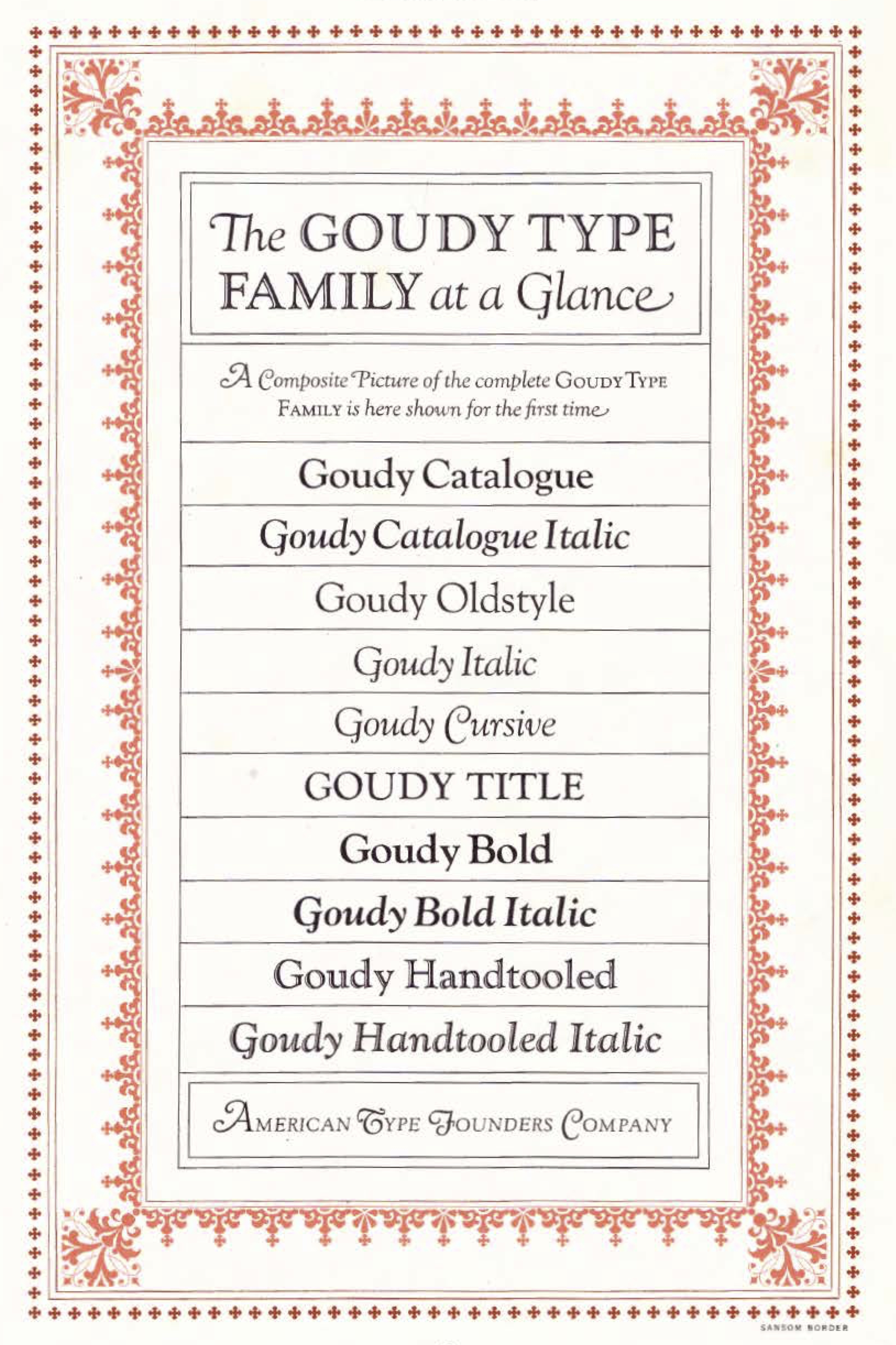
Schriftmuster der Goudy Old Style in einem Schriftmusterbuch der American Type Founders (1923)

Die Goudy Old Style, verkürzt gelegentlich auch einfach Goudy benannt, ist eine klassische Oldstyle-Serifenschrift und die wohl bekannteste Schrift des US-amerikanischen Schriftgestalters Frederic W. Goudy. Klassifikationstechnisch wird sie – gemäß der DIN-Norm 16518 – in die Gruppe der Französischen Renaissanceantiqua eingeordnet. In digitalisierter Form ist sie heute bei unterschiedlichen Anbietern erhältlich.

## Entstehung
Zwischen 1908 und 1915 entwarf Frederic Goudy drei klassische Serifenschriften mit der Namensbezeichnung „Goudy Old Style“. Die erste war eine Auftragsarbeit für Lanston Monotype Machine Company, den US-amerikanischen Ableger des Setzmaschinen-Herstellers Monotype Corporation. Nicht identisch mit der heute als Goudy Old Style bekannten Schrift, wurde sie bald unter der firmeninternen Kennung 38-E vertrieben. Eine zweite Schrift mit der Bezeichnung „Goudy Old Style“ fertigte Goudy im Jahr 1912. Bald umbenannt in Goudy Antiqua, firmierte sie später unter den Namensbezeichnungen Goudy Lanston sowie Ratdolt. Die eigentliche, bis heute unter dem Namen Goudy Old Style bekannte Schrift entstand 1915 als Auftragsarbeit für den Schriftgießereien-Zusammenschluss American Type Founders (ATF). Aufgrund des Erfolgs der Schrift wurde der Grundschnitt schon bald durch kursive und fette Schriftschnitte ergänzt. Hinzu kamen modifizierte Varianten – erstellt entweder in Zusammenarbeit mit dem ATF-Typedesigner Morris Fuller Benton oder von Benton allein: die Inline-Ziervariante Goudy Handtooled (1915) und die Goudy Catalogue als eine etwas kräftigere Version der Goudy Old Style (1915).
10 Jahre später schuf Goudy noch die nicht zur Goudy-Old-Style-Familie gehörende Ultrafett-Version Goudy Heavyface (1925). Sie wurde als Konkurrenz zur Cooper Black auf den Markt gebracht und war in der Werbetypografie gleichfalls beliebt.
Am bald einsetzenden Erfolg seiner Schrift partizipierte Frederic Goudy nur wenig. Gegen eine Einmalzahlung von 1500 US-Dollar verkaufte er alle Rechte an die ATF; weitere Tantiemen erhielt er nicht mehr – obwohl sich seine Schöpfung im Lauf der Jahrzehnte zu einem gut gehenden Schrift-Bestseller entwickelte.

## Eigenschaften und Varianten
Goudy selbst fertigte die Goudy Old Style als Reminiszenz an die Schriften der Renaissance. Eigenen Worten zufolge inspirierten ihn vor allem die Versalbuchstaben der Renaissance-Epoche – speziell diejenigen des Basler Buchdruckers Johann Froben. Ebenso wie bei anderen Schriften von Goudy war die eigenwillig-individualistische Umsetzung ein typisches Erkennungsmerkmal – im konkreten Fall die diamantförmigen Punkte auf den Kleinbuchstaben i und j, die geschwungen-abgerundeten Horizontallinien bei den Großbuchstaben E und L sowie die nach oben zeigende Ohrform auf dem kleinen g. Ein weiteres Alleinstellungsmerkmal, verglichen mit anderen Schriften, die zu Anfang des 20. Jahrhunderts entstanden: die vergleichsweise reduzierten Unter- und Oberlängen. Aufgrund ihrer modernen Proportionen sowie ihrer guten Lesbarkeit findet die Goudy Old Style sowohl als Buchsatz-Werkschrift als auch in der Werbetypografie breite Verwendung.
Teils in unterschiedlicher Schnitt-Ausstattung, ist die Goudy Old Style derzeit bei unterschiedlichen Schriftanbietern mit im Angebot – etwa bei Bitstream, Linotype, Monotype und Adobe. Digitalisierungstechnisch unterscheiden sich die einzelnen Versionen ebenfalls in einigen Details. Standardmäßig besteht die Vollausstattung derzeit aus fünf Schnitten: Regular, Italic, Bold, Bold Italic und Extra Bold. Als separate Schriftangebote vertrieben werden darüber hinaus die Heavyface-Variante von 1926 (Adobe), die Goudy Catalogue sowie die Goudy Handtooled aus dem Entstehungsjahr 1915 (beide Linotype).